# Prinz-Edward-Insel (Südafrika)
Die Prinz-Edward-Insel (englisch Prince Edward Island) ist die kleinere und nördlichere der beiden Prinz-Edward-Inseln im südlichen Indischen Ozean. Sie gehört politisch zu Südafrika und dort zur Provinz Westkap.

## Geographie
Die unbewohnte Insel liegt 1750 km von der Stadt Gqeberha, also vom Festland entfernt, 21 Kilometer nordöstlich der Marion-Insel und ist im Gegensatz zu dieser nicht vergletschert. Sie ist in Ost-West-Richtung knapp 11 km lang, in Nord-Süd-Richtung bis zu etwa 6 km breit und weist eine Fläche von 45 km² auf. Sie besteht aus einem ehemaligen Schildvulkan mit zahlreichen Nebenkratern und erreicht im Van Zinderen Bakker Peak eine Höhe von 672 m über dem Meer. Die Südküste der Prinz-Edward-Insel ist von bis zu 490 m hohen Kliffs geprägt. Der Insel sind im Norden mit den Ross Rocks sowie dem Ship Rock kleine Felseilande vorgelagert.

## Geschichte
Die Insel wurde per Zufall am 4. März 1663 vom holländischen Seefahrer Barend Barendszoon Lam entdeckt. Allerdings bestimmte er die Position der Insel falsch, sodass sie am 13. Januar 1772 vom Franzosen Marc-Joseph Marion du Fresne erneut „entdeckt“ wurde. Im Dezember 1776 sichtete auch James Cook die Insel und benannte sie, wie auch die ganze Inselgruppe, nach Prinz Eduard, dem vierten Sohn König Georgs III.